# Hrabstwo Ward (Teksas)

Piramida wieku hrabstwa

Hrabstwo Ward – hrabstwo położne na południowo-zachodnim krańcu regionu High Plains, w południowo-zachodnim Teksasie (USA). Utworzone w 1887 r. Siedzibą hrabstwa jest największe miasteczko Monahans. 
Duże obszary w północnej części hrabstwa Ward składają się z aktywnych, nawiewanych przez wiatr wydm, podatnych na erozję wietrzną i transport osadów. Południową i zachodnią granicę hrabstwa wyznacza rzeka Pecos.

## Sąsiednie hrabstwa
- Hrabstwo Winkler (północ)
- Hrabstwo Ector (północny wschód)
- Hrabstwo Crane (wschód)
- Hrabstwo Pecos (południe)
- Hrabstwo Reeves (zachód)
- Hrabstwo Loving (północny zachód)

## Miasta
- Barstow
- Grandfalls
- Monahans
- Pyote
- Thorntonville
- Wickett

## Demografia
- Latynosi – 57,1%
- biali niebędący Latynosami – 36,1%
- Afroamerykanie lub czarnoskórzy – 5,4%
- rdzenni Amerykanie – 1,7%
- Azjaci – 1%[2].

## Gospodarka
- wydobycie ropy naftowej (10. miejsce w stanie) i gazu ziemnego (23. miejsce)[3]
- szkółkarstwo, uprawa granatów, orzechów pekan i wiśni[4][5].